# Santiago Maior (Alandroal)
Santiago Maior is een plaats (freguesia) in de Portugese gemeente Alandroal en telt 2 557 inwoners (2001).

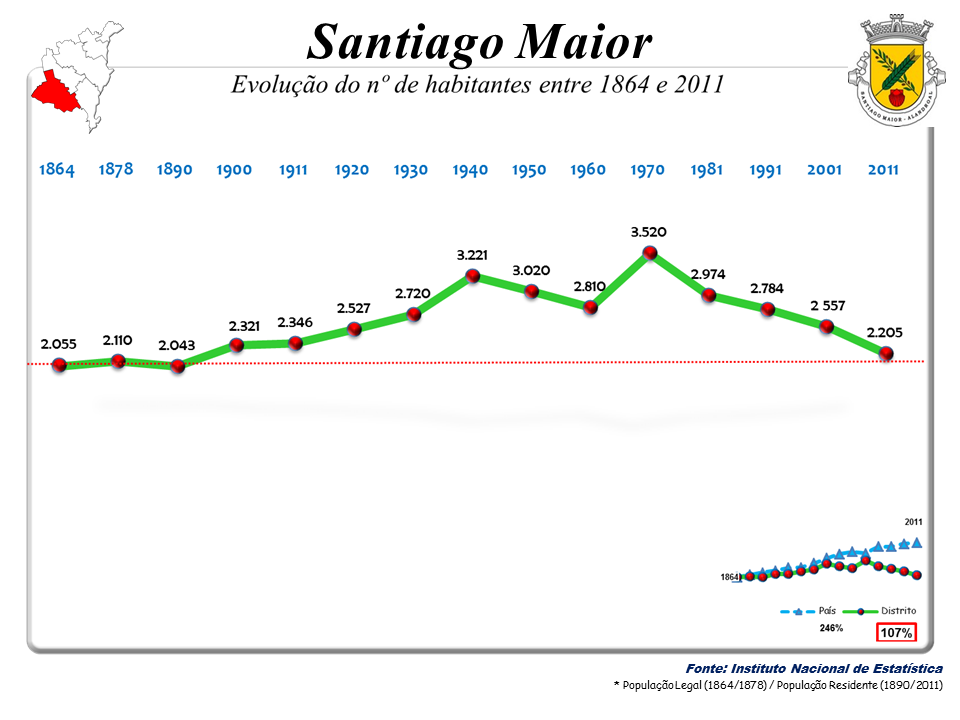
Bevolkingsontwikkeling tussen 1864 en 2011